# Kradibia latipennis
Kradibia latipennis är en stekelart som först beskrevs av Girault 1915.  Kradibia latipennis ingår i släktet Kradibia och familjen fikonsteklar. Inga underarter finns listade i Catalogue of Life.